# سامسونگ اس‌جی‌اچ-تی۷۴۹
سامسونگ اس‌جی‌اچ-تی۷۴۹ یک‌نمونه از گوشی‌های تلفن همراه سری T شرکت سامسونگ می‌باشد که توسط همین شرکت به بازار عرضه شده‌است.